# ویدنز
latitudeویدنزlongitudeویدنز
ویدنز (به انگلیسی: Widnes) شهری در منطقهٔ منچستر-لیورپول کشور انگلستان است که این کشور خود بخشی از بریتانیا محسوب می‌شود. این شهر در سال ۱۹۹۱ میلادی ۵۷٫۱۶۲ نفر جمعیت داشته و در سرشماری سال ۲۰۰۱ جمعیت آن به ۵۵٫۶۸۶ نفر رسیده‌است. میزان رشد سالانهٔ جمعیت ویدنز ‎۰٫۱۲ درصد می‌باشد و جمعیت این شهر در سال ۲۰۱۲ به ۵۶٫۴۵۶ نفر تغییر یافت.